# La Planque (film, 2004)
Pour les articles homonymes, voir La Planque.
La Planque est un film québécois réalisé par Alexandre Chartrand et Thierry Gendron, sorti en 2004.

## Synopsis
Deux petits trafiquants voient leur plan entravé alors qu'ils tentent de s'échapper aux États-Unis avec un chargement important d'héroïne.  Une usine désaffectée de l'ouest de Montréal leur sert de planque le temps de se réorganiser et d'attendre une aide extérieure.  La méfiance s'installe entre les deux hommes et l'isolement les fera basculer dans un huis clos oppressant dont l'enjeu sera leur survie.

## Fiche technique
- Réalisation : Alexandre Chartrand et Thierry Gendron
- Production : Alexandre Chartrand et Thierry Gendron
- Scénario : Alexandre Chartrand, Martin Desgagné, Thierry Gendron et Pierre-Antoine Lasnier
- Montage : Alexandre Chartrand et Thierry Gendron
- Musique : Alexander Wilson et Simon Esterez

## Distribution
- Martin Desgagné : Steph
- Pierre-Antoine Lasnier  : Pipo Beluschi
- Marie-Josée Forget : Jade